# دلیله نمازی
دلیله نمازی (زاده ۱۳۱۴ در تهران) خواننده و بازیگر اهل ایران است.

## زندگی‌نامه
دلیله نمازی از خوانندگانی است که ابتدا در سینما مشغول به کار شد و بعدها چندین صفحهٔ موسیقی نیز به بازار داد. معروف‌ترین ترانه‌اش، گل نرگس آهنگی محلی بود که در زمان خود رکورد قابل توجه‌ای ثبت کرد و صفحه‌اش تا مدت‌ها صفحهٔ روز بود.
دلیله از بازیگران فیلمفارسی در دهه ۱۳۴۰ است که به‌خاطر برخورداری از صدای خوش در چندین فیلم هم خواند.
تحصیلات وی تا سطح سیکل بود.
او خواهر پروانه نمازی بود.پروانه نیز خواننده بود.

## فیلم‌شناسی
فیلم‌هایی که دلیله در آن‌ها ایفای نقش کرده عبارتند از:
- دکتر و رقاصه (۱۳۵۳)
- باجناغ (۱۳۵۲)
- بدکاران (۱۳۵۲)
- صخره سیاه (۱۳۵۲)
- صادق کرده (۱۳۵۱)
- دیوار شیشه‌ای (۱۳۵۰)
- مبارزه با شیطان (۱۳۵۰)
- سنگ صبور (۱۳۴۷)
- آشیانه خورشید (۱۳۴۶)
- غم‌ها و شادی‌ها (۱۳۴۶)
- فرمان‌خان (۱۳۴۶)
- مأمور ۰۰۰۸ (۱۳۴۶)
- ایستگاه ترن (۱۳۴۵)
- فیل و فنجان (۱۳۴۵)
- مقصر پدرم بود (۱۳۴۵)
- خروس جنگی (۱۳۴۴)
- ده سایه خطرناک (۱۳۴۴)
- سه تا نخاله (۱۳۴۴)
- شیطون بلا (۱۳۴۴)
- مراد و لاله (۱۳۴۴)
- ولگرد قهرمان (۱۳۴۴)
- دختران بامعرفت (۱۳۴۳)
- دزد شهر (۱۳۴۳)
- کمینگاه شیطان (۱۳۴۳)
- گردن‌کلفت (۱۳۴۳)
- پرتگاه مخوف (۱۳۴۲)
- زن‌ها فرشته‌اند (۱۳۴۲)
- محکوم (۱۳۴۲)
- گذشت (۱۳۴۱)
- ورپریده (۱۳۴۱)
- یک قدم تا مرگ (۱۳۴۰)
- عروسک پشت پرده (۱۳۳۹)
- فرشته فراری (۱۳۳۹)